# Sant Llorenç des Cardassar
Sant Llorenç des Cardassar (em catalão e oficialmente; em castelhano: San Lorenzo del Cardezar) é um município da Espanha na ilha de Maiorca, província e comunidade autónoma das Ilhas Baleares. Tem 82,1 km² de área e em 2021 tinha 8 920 habitantes (densidade: 108,6 hab./km²).

## Demografia
| Variação demográfica do município entre 1991 e 2004 [carece de fontes?] | Variação demográfica do município entre 1991 e 2004 [carece de fontes?] | Variação demográfica do município entre 1991 e 2004 [carece de fontes?] | Variação demográfica do município entre 1991 e 2004 [carece de fontes?] |
| ----------------------------------------------------------------------- | ----------------------------------------------------------------------- | ----------------------------------------------------------------------- | ----------------------------------------------------------------------- |
| 1991                                                                    | 1996                                                                    | 2001                                                                    | 2004                                                                    |
| 4416                                                                    | 5282                                                                    | 6503                                                                    | 7280                                                                    |